# O Julgamento de Cambises
O Julgamento de Cambises é um díptico a óleo sobre carvalho realizada pelo pintor flamengo Gerard David, onde é representada a detenção e esfolamento do juiz persa Sisamnés por ordem de Cambises II, baseada na obra Histórias de Heródoto. O díptico foi encomendado em 1487-88 pelas autoridades municipais de Bruges, as quais pediram uma série de painéis para o gabinete do burgomestre da câmara municipal.
Esta obra foi pintada sobre painéis de carvalho e aparece mencionada pela primeira vez nos arquivos de Bruges como O Último Julgamento. Serviu como referência, pelos funcionários da câmara, para encorajar a honestidade entre os magistrados, e a uma apologia pública à detenção do imperador Maximiliano I de Habsburgo em Bruges em 1488. Na zona superior direita da cena do esfolamento, pode observar-se o filho de Sisamnés a retirar a justiça da cadeira do seu pai, agora envolta com a pele esfolada.